# ماناندونا
ماناندونا (به لاتین: Manandona) یک منطقهٔ مسکونی در ماداگاسکار است که در ناحیه آنتسیرابه دو واقع شده‌است. ماناندونا ۲۸۲ کیلومتر مربع مساحت و ۱۵٬۰۰۰ نفر جمعیت دارد و ۱٬۶۰۵ متر بالاتر از سطح دریا واقع شده‌است.